# Zelowskie Dzwonki

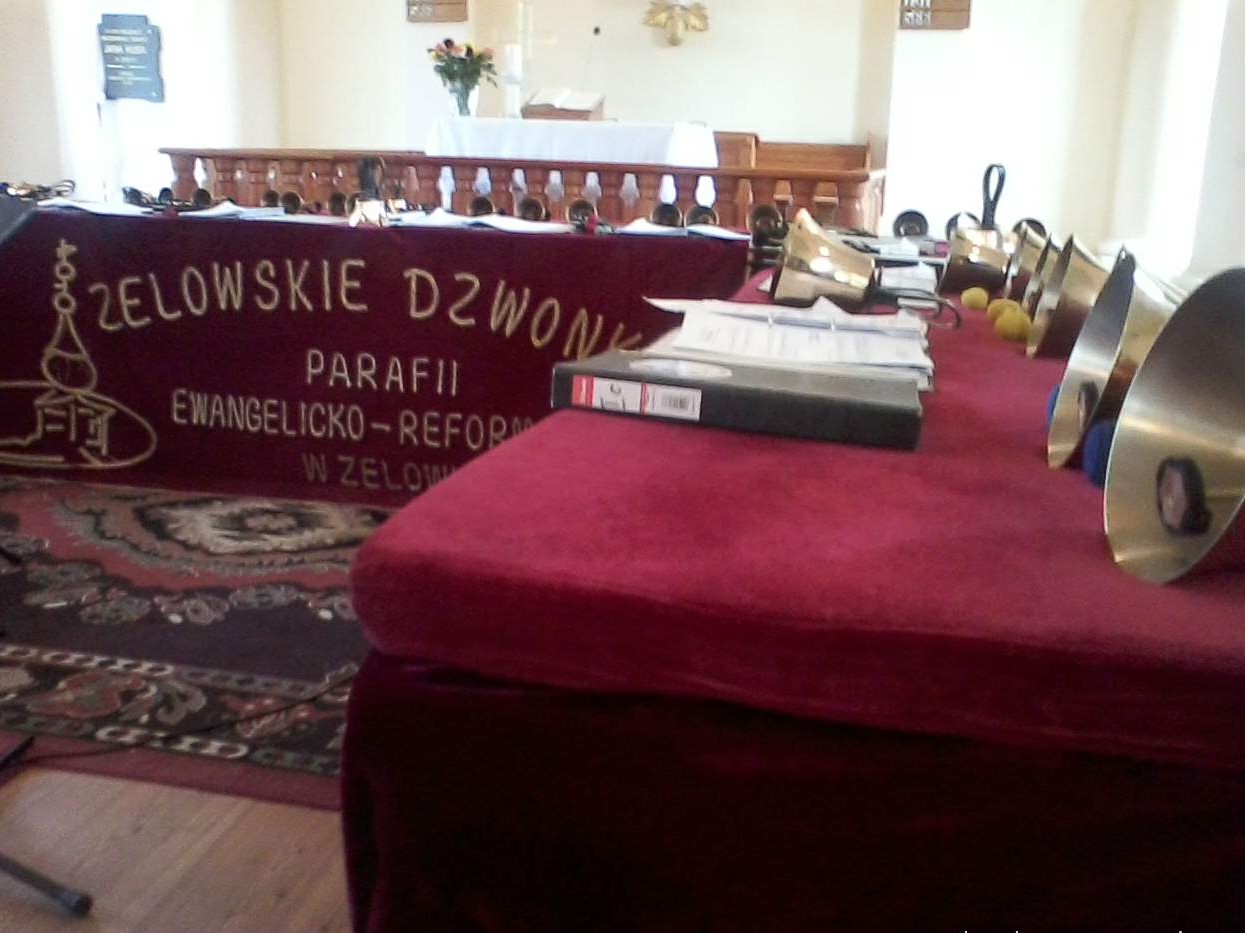
Zelovské zvonky, Zelów, 2015

Zelowskie Dzwonki, česky Zelovské zvonky, jsou hudebním tělesem kostela evangelické reformované církve v polském Zelově. Jsou to unikátní nástroje vyžadující soustředěnou hru. V Evropě nebyly známé až do roku 1999.

## Z historie
V únoru 1999 darovala společnost Schulmerich Carillons ze Sellersville v Pensylvánii zelovské farnosti 37 ručních zvonků (tři oktávy). Nemalou zásluhu na tomto skutku měl Thomas Flynn, pastor hudby a zpěvu v presbyteriánském kostele v Pittsburghu (byl i dirigentem zvonové kapely Southminster Ringers). Touto pomocí chtěl pastor podpořit a oživit hudební tradice kdysi české farnosti. Na největším darovaném zvonku je vyryt nápis For God's Glory (česky Pro slávu Boží). Už v roce 1999 se sbor Zelowskie Dzwonki představil širší veřejnosti koncertem v Lodži. 
Dirigentku, učitelku a organizátorku koncertů v letech 1999–2010 najdete na stránkách Wiera Jelinek. V září 2010 došlo ke změně, současné jméno dirigentky najdete na stránkách souboru.

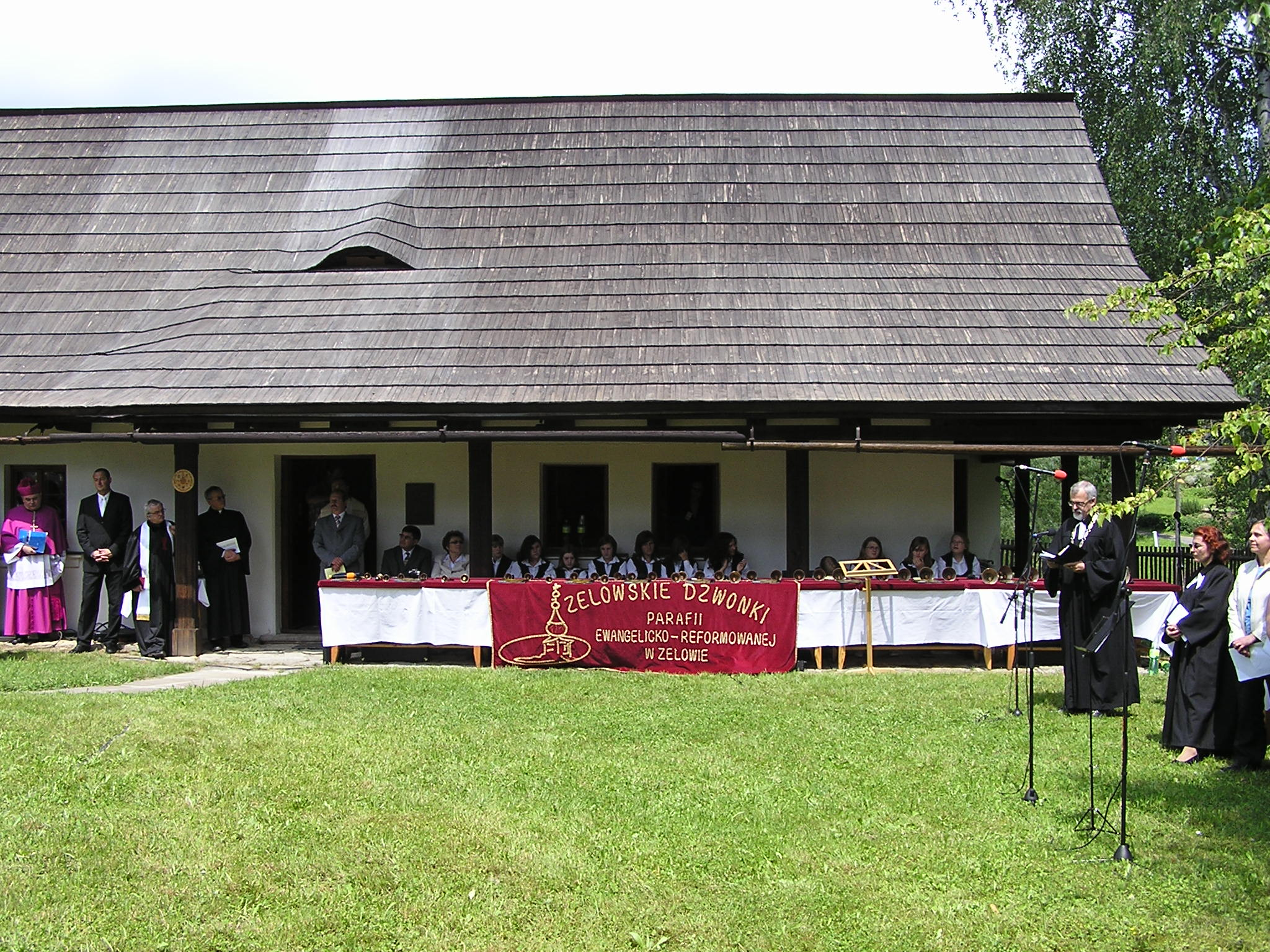
Oslavy v Kunvaldu (2007)

V červnu roku 2007 soubor Zelowskie dzwonki vystoupil na oslavách 550. výročí založení Jednoty bratrské v Kunvaldu.

## Další vývoj
Farnost má už více než 70 nástrojů, které sestávají z ručních (4,5 oktávy) a tubusových (neboli trubicových) zvonků (3,5 oktávy). Počet nástrojů roste, mění se i počet hudebníků. Zvoníků bývá obvykle nad třicet, jejich věk je v rozmezí 7–25 let, mnozí z nich mají české předky s kontakty na spolek Exulant. Malé děti nemívají předchozí hudební vzdělání, proto je soubor rozčleněn do tří věkových kategorií. Zelowskie Dzwonki odehrály víc než tři stovky koncertů nejen v Polsku, ale i v České republice, dále pak v Maďarsku a Německu. Koncerty se konají v kostelech, tam znějí zvonky nejlépe. Tradicí se staly velikonoční koncerty v Zelově. Repertoár sboru obsahuje pro zvonky upravené náboženské skladby, vánoční písně, sekulární skladby i skladby J. S. Bacha, G. Bizeta, J. Pachelbela, Felixe Mendelssohna či R. Wagnera. Nakladatelstvím WARTO byla vydána CD Bogu na chwale (2013) a Swiatecznie (2014). V roce 2015 získal sbor Zelowskie Dzwonki od Evropské unie umění v kategorii A cenu za uměleckou a kulturní činnost (Golden Europea). 

## Galerie

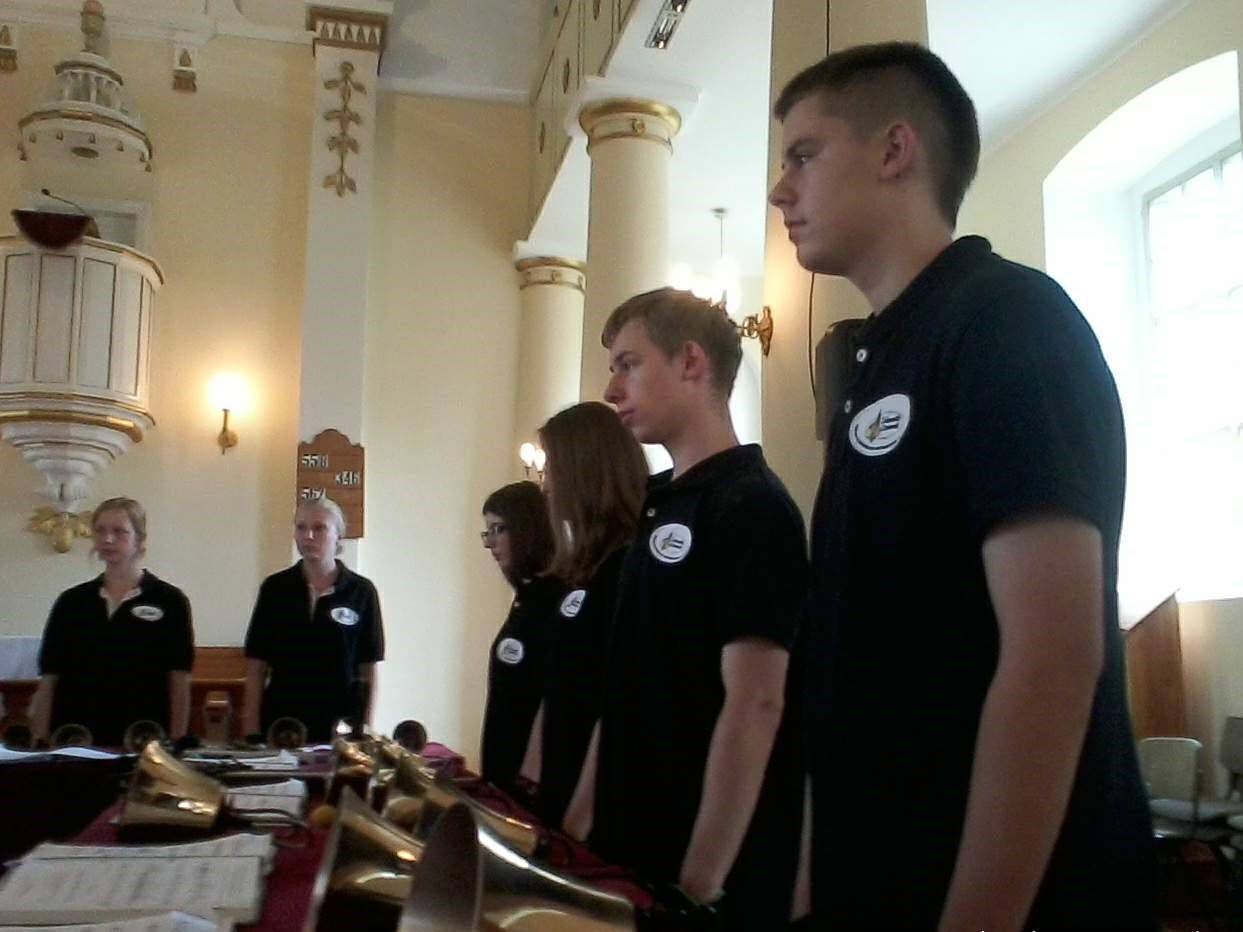
Před koncertem
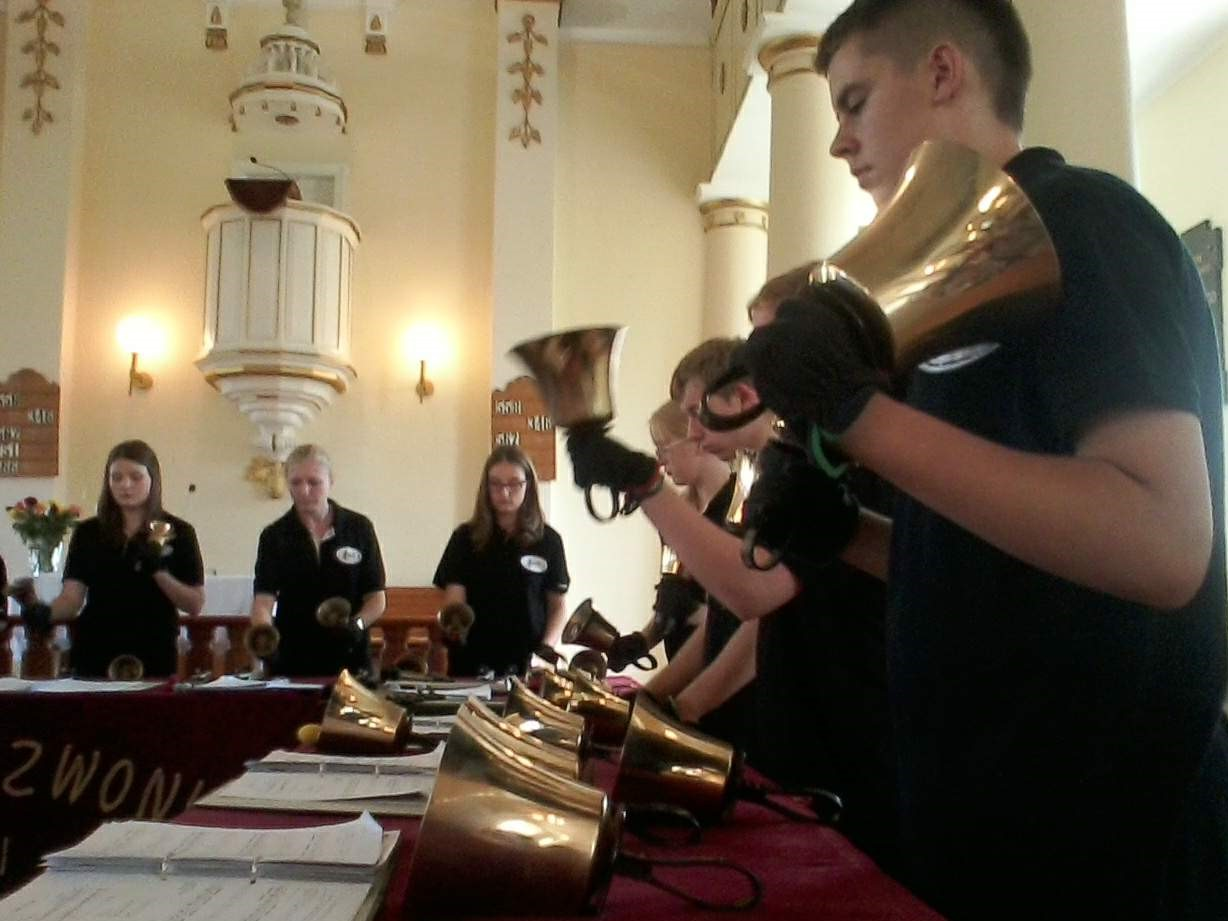
v evangelickém kostele
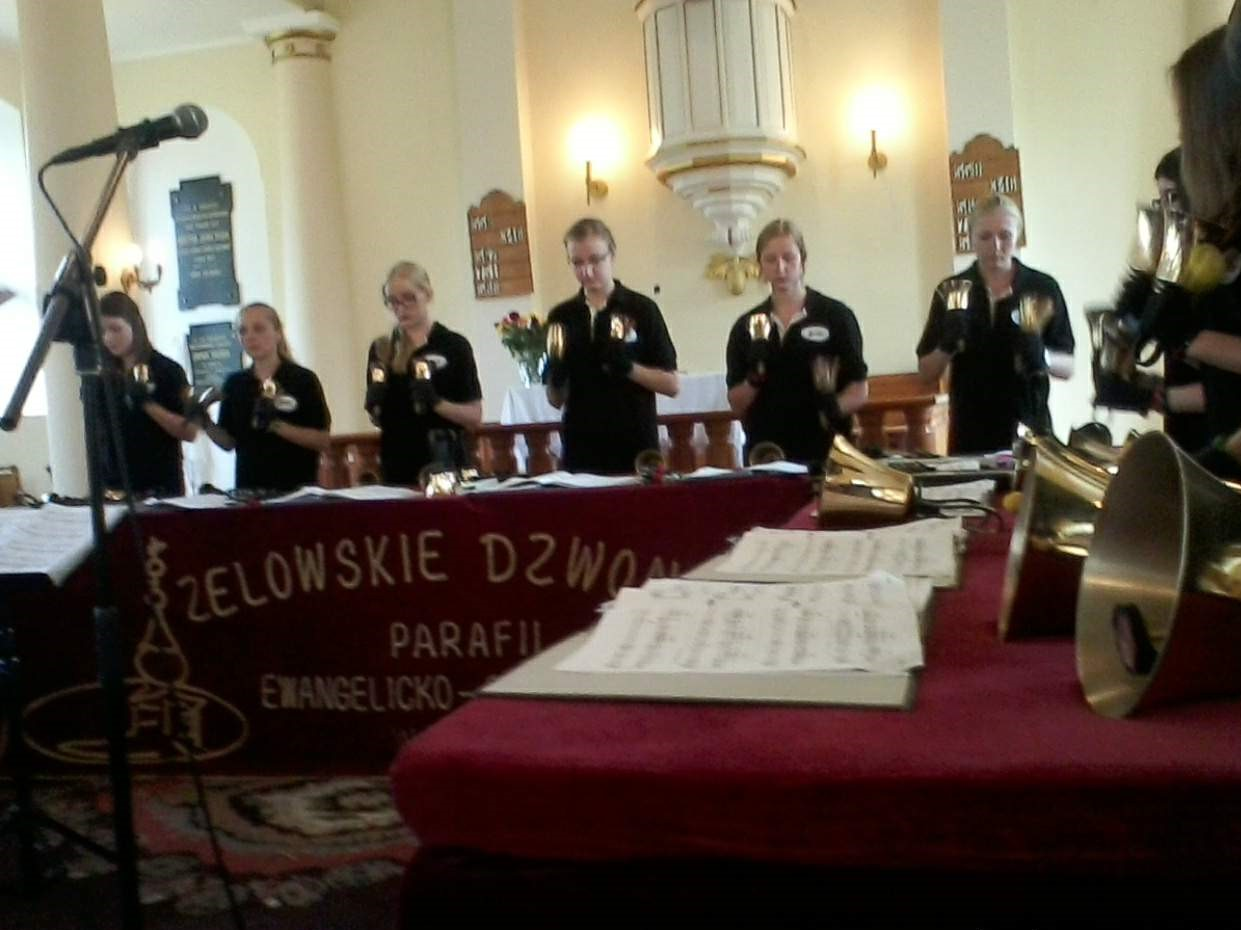
v Zelówě, rok 2015.
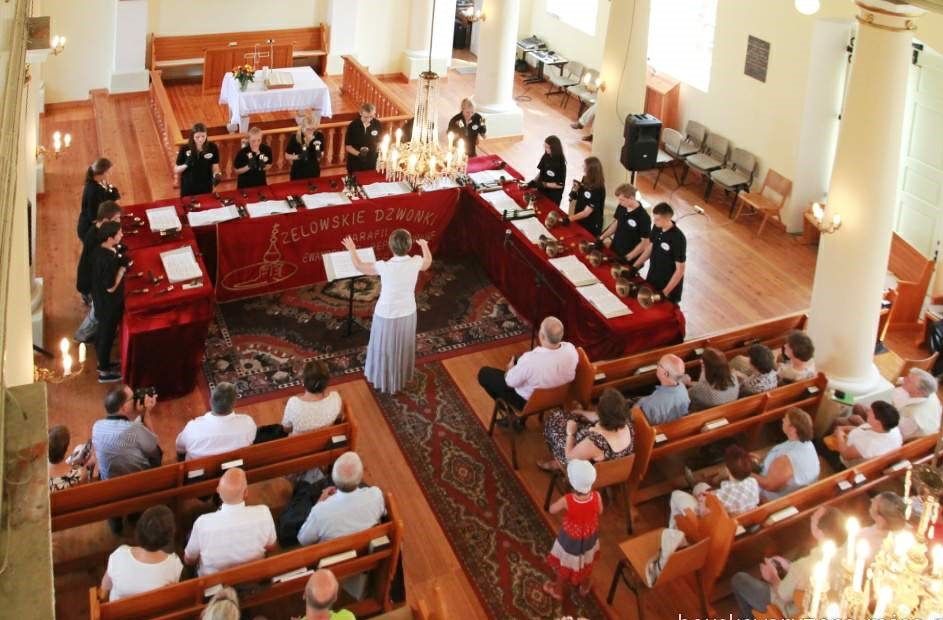
Interiér zdejšího kostela
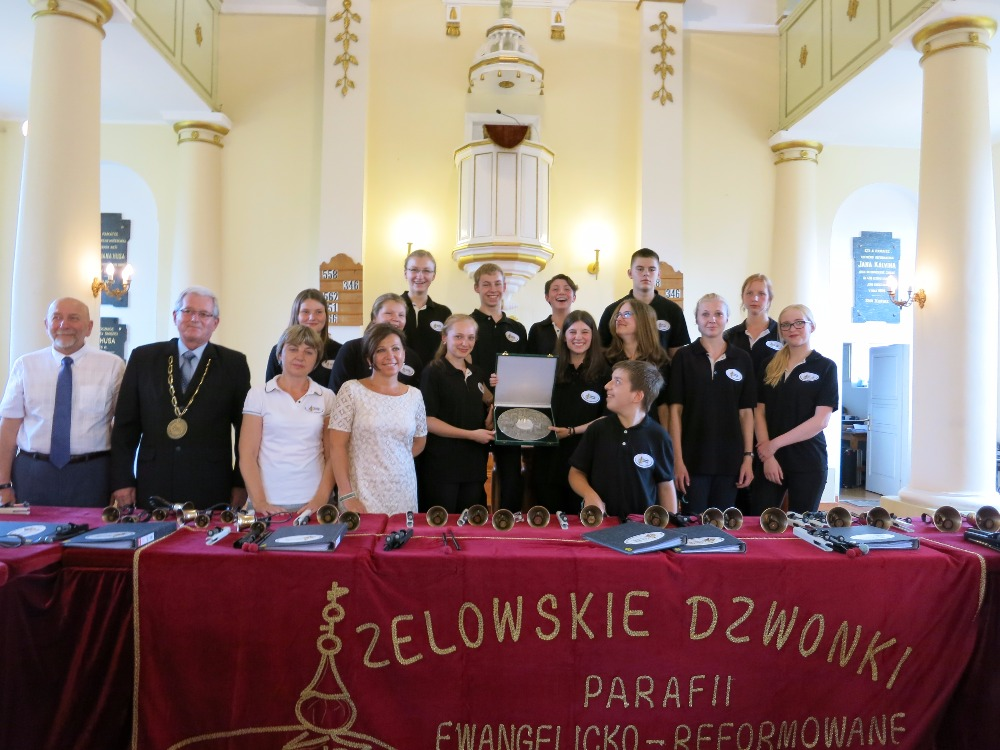
Po předání ceny (2015)